# Robert Lubera
Robert Mieczysław Lubera (ur. 1 stycznia 1965 w Nowej Dębie) – polski muzyk; wokalista, kompozytor, autor tekstów, aranżer, producent, grający m.in. w zespołach Sagittarius, The End, Robert Gawliński, Nie-Bo. Mąż aktorki Marty Bizoń.
Początek działalności to lata osiemdziesiąte, w których był liderem blues-rockowej grupy Sagittarius. Z tym zespołem został laureatem OMPP 84/85 (odpowiednik dzisiejszego „Idola”). Uczestnik festiwalów: Krajowy Festiwal Piosenki Polskiej w Opolu koncert „Debiuty 85”, Blues TOP Sopot, Jesień z Bluesem, Rawa Blues, Jarocin (występ nagrany przez radiową „Trójkę”), a także Muzyczny Camping w Brodnicy.
Utwory „Deszczowy blues” i „Stary jeep” często gościły na antenie krajowych stacji radiowych, a także znalazły się na pierwszym miejscu listy przebojów Uniwersytetu Columbia w USA.
Sagittarius występował na wielu koncertach w kraju i poza jego granicami. Grał między innymi z Tadeuszem Nalepą. W latach dziewięćdziesiątych założył zespół The End. Zespół ten został laureatem pierwszej edycji przeglądu „Marlboro Rock In '93”, a także był uczestnikiem festiwali: Festiwal Piosenki Polskiej Opole ’90 koncert „Premiery”, Jarocin '93. Zespół wydał debiutancki album The End i był supportem zespołu Wilki w czasie trasy koncertowej promującej album Przedmieścia. Nagrał również dwa teledyski do utworów „Zaczynam od nowa” i „Inny świat”.
Jako gitarzysta występował w zespole Róże Europy, a w 1993 rozpoczął współpracę z Robertem Gawlińskim. Z liderem zespołu Wilki nagrał płyty Solo oraz Kwiaty jak relikwie. W trakcie czteroletniej współpracy wiele koncertował między innymi w USA, nagrał dwa koncerty telewizyjne, czterokrotnie występował na Festiwalu Piosenki Polskiej w Opolu.
W 1997 rozpoczął działalność koncertową w solowym projekcie Artura Gadowskiego. Brał udział w licznych koncertach, programach telewizyjnych, a także poprzedzał solowy koncert gitarzysty zespołu Queen, Briana Maya.
W 1999 napisał muzykę do spektaklu pt. Błysk rekina w reżyserii Jerzego Fedorowicza rozpoczynając tym samym współpracę z Teatrem Ludowym w Krakowie. Spektakl ten do tej pory oglądało czterdzieści tysięcy widzów. Następnym teatralnym przedsięwzięciem była Minnesota Blues. To napisana przez legendarnego lidera Oddziału Zamkniętego Krzysztofa Jaryczewskiego autobiografia. Spektakl z muzyką graną na żywo przez nowy zespół Roberta, Nie-Bo, oglądało dwadzieścia tysięcy widzów.
Nagrał piosenkę do filmu Krugerandy, z Maćkiem Stuhrem w roli głównej.
Ma również na swoim koncie udział w filmach Anioł w Krakowie i Zakochany Anioł.
Do niedawna, jako lider krakowskiej grupy Nie-Bo koncertował u boku m.in. Piotra Nalepy, Macieja Balcara, Eweliny Flinty, Krzysztofa Zalewskiego czy The Liam MacMhurri Band.

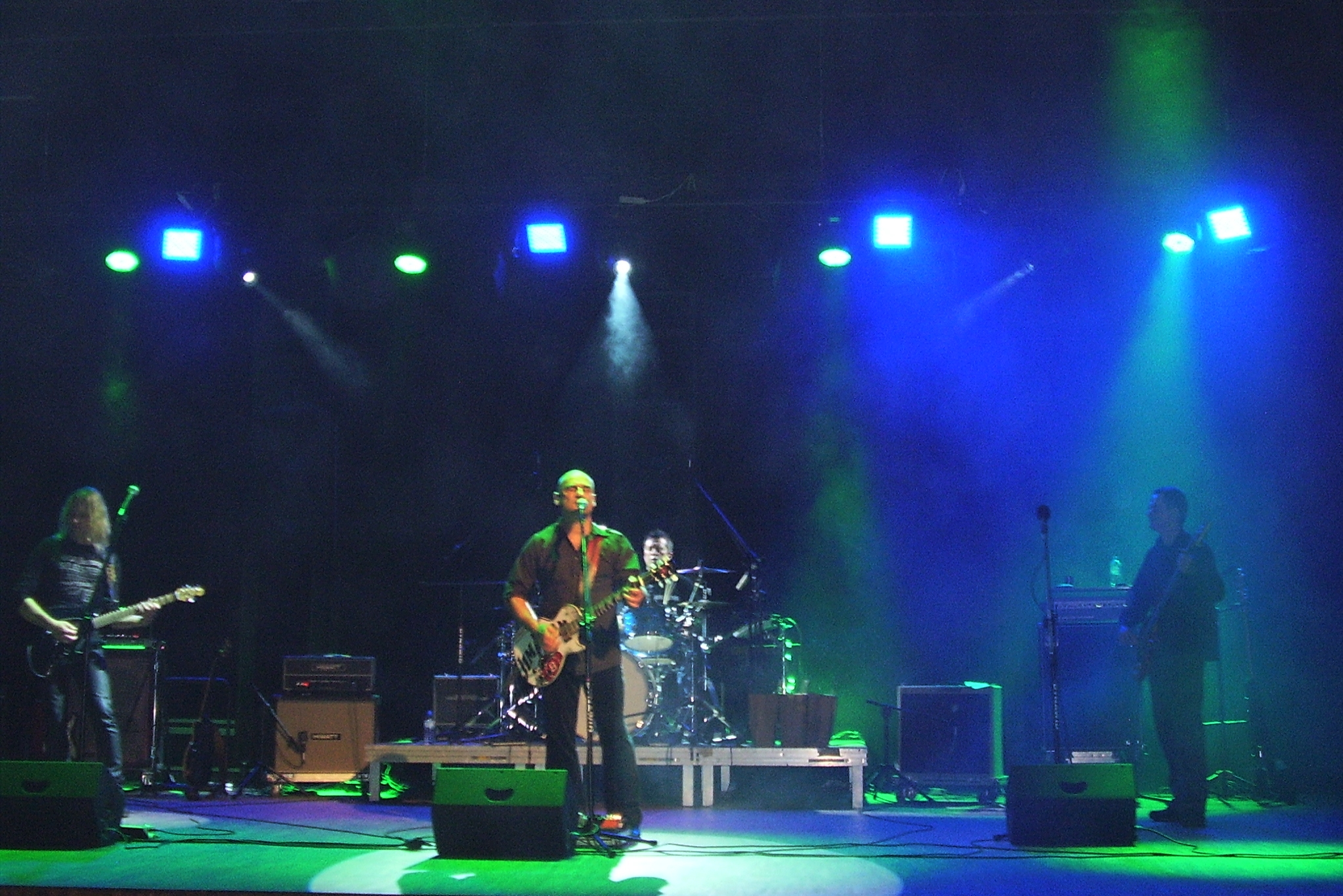
Sagittarius, Nowa Dęba 2011-12-27

W 2011 koncertuje z zespołem Nie-Bo wraz z Maciejem Balcarem promując jego najnowszą płytę Ogień i woda oraz w 2012 album Live Trax 12. 27 grudnia 2011 z okazji 50-lecia nadania praw miejskich zagrał w Nowej Dębie benefisowy koncert zespołów Sagittarius, The End i Nie-Bo. Album z tego koncertu (DVD+CD) został wydany w grudniu 2012.

## Dyskografia
- The End, The End (1993, Wifon, MC-296)
- Solo, Robert Gawliński (1995, MJM Music PL, 420 CD)
- Kwiaty jak relikwie, Robert Gawliński (1997, Starling, CDSA150)
- W hołdzie Tadeuszowi Nalepie, różni wykonawcy – z zespołem Nie-Bo (2008, Sony BMG Music Entertainment, 88697360512)
- Breakout Festiwal 2007 – Wysłuchaj mojej pieśni Panie, różni wykonawcy – z zespołem Nie-Bo (2009, Metal Mind Productions, DG CD 0653, DVD 0167)
- Nie-Bo tribute to Breakout, Nie-Bo (2009, Agencja Artystyczna „Bum-Bum”)
- Robert Lubera. Nie-Bo, Nie-Bo (2010, Agencja Artystyczna „Bum-Bum”, EP)
- Ogień i woda, Maciej Balcar – z zespołem Nie-Bo (2010, EMI Music Poland, 9483792)
- Live Trax 12, Maciej Balcar – z zespołem Nie-Bo (2012, Balcar Studio / EMI Music Poland, 7252672)
- Deszczowy Blues, Sagittarius (2012, Agencja Artystyczna Bum-Bum, DVD+CD)
- 30, Sagittarius (EP) (2015, Bum-Bum, CD)
- Sagittarius, Sagittarius (2016, Bum-Bum, CD)